# سان جیووانی اینکاریکو
سان جیووانی اینکاریکو (به ایتالیایی: San Giovanni Incarico) یک کومونه در ایتالیا است که در استان فروزینونه واقع شده‌است. سان جیووانی اینکاریکو ۲۴٫۹ کیلومتر مربع مساحت و ۳٬۳۷۴ نفر جمعیت دارد و ۲۰۰ متر بالاتر از سطح دریا واقع شده‌است.